# Loros

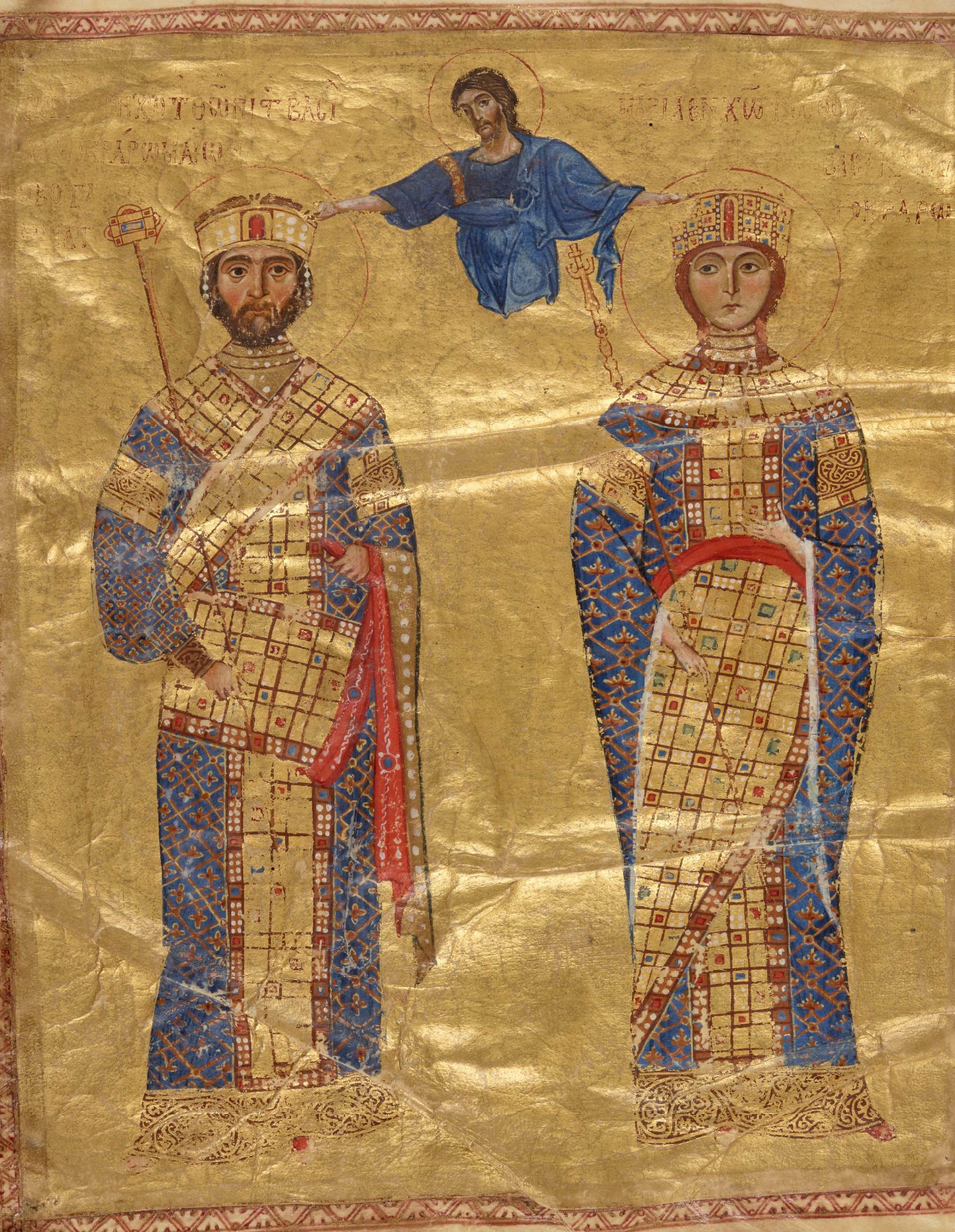
L'imperatore Niceforo III e l'imperatrice Maria d'Alania (1074-81) con indosso il loros maschile vecchio stile e femminile nuovo stile.

Il loros (in greco λῶρος?) era una lunga stola, stretta e ricamata, che veniva avvolta attorno alle spalle e fatta ricadere sopra alla mano sinistra. Era uno dei capi più importanti, formali e distintivi dell'abbigliamento bizantino e veniva indossato solo dalla famiglia imperiale e da alcuni dei più alti dignitari della corte. Si sviluppò a partire dalla trabea triumphalis, indossata dai consoli romani. Ne esisteva una versione maschile e una femminile. L'abito imperiale un po' meno formale, che veniva indossato normalmente anche dagli alti ufficiali nelle occasioni ufficiali, era invece chiamato clamide.

## Loros maschile

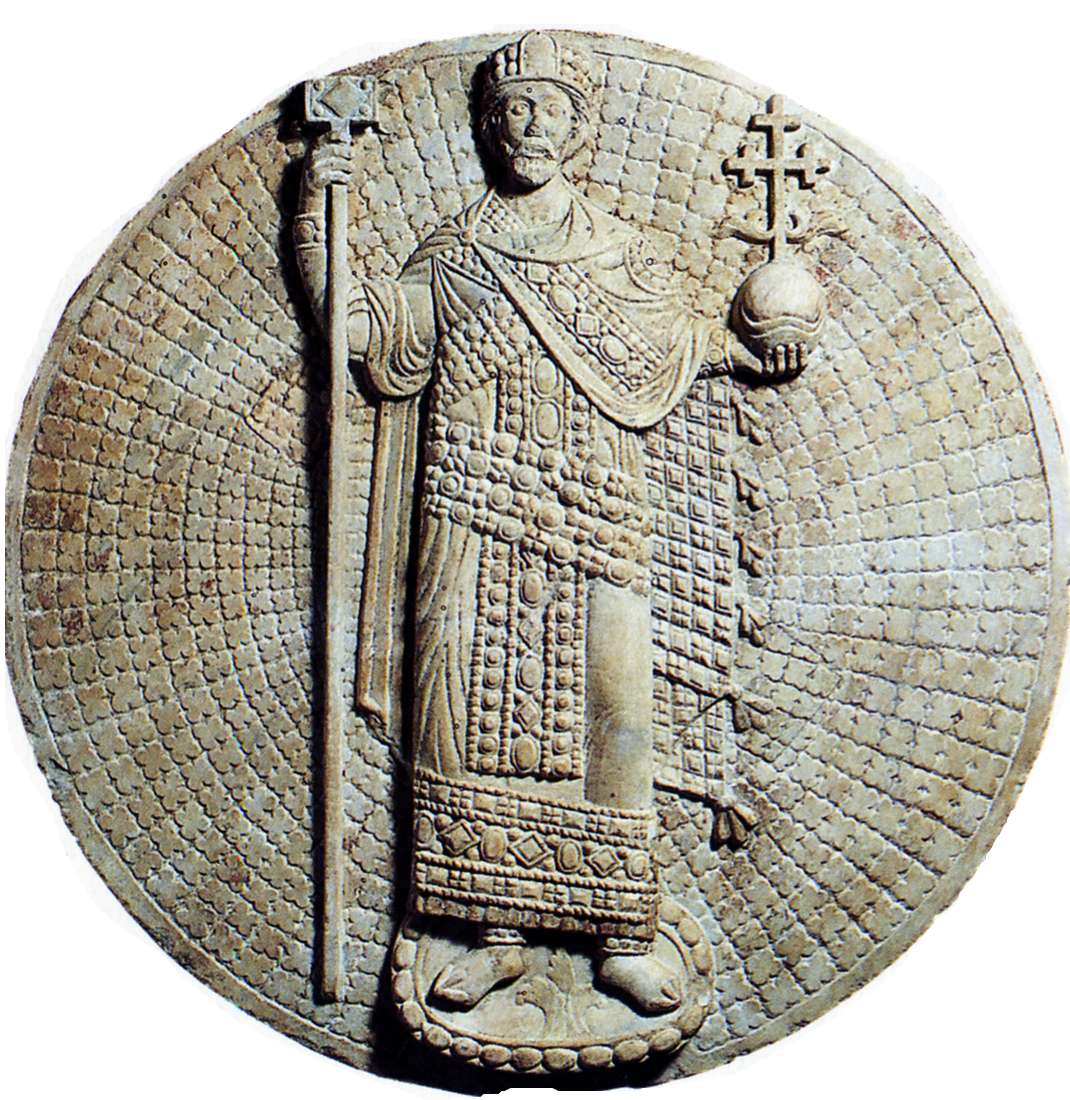
Giovanni II Comneno, morto nel 1143 (Dumbarton Oaks, Byzantine Collection, Washington, DC). Anche se il rilievo è anacronistico in quanto l'imperatore indossa contemporaneamente sia il loros che la clamide (il mantello che sta sopra), cosa che non venne mai praticata, l'avvolgimento del loros al di sotto è ritratto accuratamente.

Le prime rappresentazioni dei loros le troviamo sulle monete del regno di Giustiniano II (685-695 e 705-711). Fino al X secolo il loros maschile veniva avvolto attorno alle spalle, in una maniera ben precisa, che imitava quello dell'antica trabea. Tuttavia, a partire dall'XI secolo, prende una nuova forma. Il nuovo loros aveva un anello che girava attorno al collo e veniva raccolto sopra la testa. A partire dal periodo della dinastia Comnena il vecchio loros viene completamente abbandonato, dopo un periodo un cui si usano entrambi i modelli. Dal XIV secolo la striscia che viene avvolta attorno alla fronte viene forse cucita alla tunica indossata sotto e il termine loros diventa sinonimo di diadema. Nonostante queste modifiche il loros è stato il più importante capo del vestiario imperiale, fino alla caduta dell'impero nel XV secolo. 
Anche se, secondo il De Cerimoniis di Costantino VII, veniva indossato solo in occasioni particolari, come il giorno di Pasqua, Pentecoste, alcune altre feste, e per ricevere importanti visitatori stranieri, il loros era parte integrante della ritrattistica imperiale. Nei primi tempi veniva usato anche nelle processioni trionfali.
Il loros veniva indossato anche a Pasqua da "dodici dignitari" che avevano i titoli di magistros e anthypatos, dall'Eparca di Costantinopoli e dalle zoste patrikia, durante la cerimonia della loro promozione. Si diceva che rappresentasse il sudario di Cristo, mentre gli officiali rappresentavano i Dodici Apostoli. Viene indossato anche dagli Arcangeli nell'arte bizantina e, in seguito, diffuso nell'arte medievale occidentale, dove gli Arcangeli erano visti come gli alti officiali di Dio. Sembra che il loros non venisse indossato per l'incoronazione dell'imperatore, anche se gli veniva consegnato durante la cerimonia e, quando nelle opere d'arte, l'imperatore viene incoronato da Cristo, lo indossa sempre.
A partire dal XIII secolo il loros inizia a essere indossato nei ritratti imperiali di altri governanti Ortodossi, ad esempio in Serbia, Georgia e nel Regno armeno di Cilicia. Nell'Evangeliario bulgaro dello Zar Ivan Alessandro, lo indossano sia lo zar che suo figlio.

## Loros femminile
All'inizio le imperatrici indossavano il loros essenzialmente allo stesso modo degli imperatori, ma a partire dal IX secolo appare un nuovo stile. L'estremità sospesa era molto più lunga e ampia e, dopo aver raggiunto le caviglie, veniva girato verso l'alto per poi essere ripiegato sopra l'avambraccio sinistro, oppure fissato o infilato nella cintura. Questa ricaduta più ampia ha la forma, nelle immagini, di uno scudo arrotondato che si assottiglia in un punto, creando un angolo acuto. Nel XIII secolo questa forma a scudo scompare e il loros ritorna ad essere, nell'ultima fase dell'impero, come quello maschile usato in quel periodo. Le imperatrici indossavano inoltre un ricco collare "sopraomerale" riccamente ingioiellato che fosse in stile con il loros e, probabilmente, unito ad esso. Questo era l'indumento tipico delle imperatrici, veniva indossato in diverse occasioni e copiato dalle altre donne di nobile rango; stessa cosa accadeva per il loros maschile.

## Galleria d'immagini

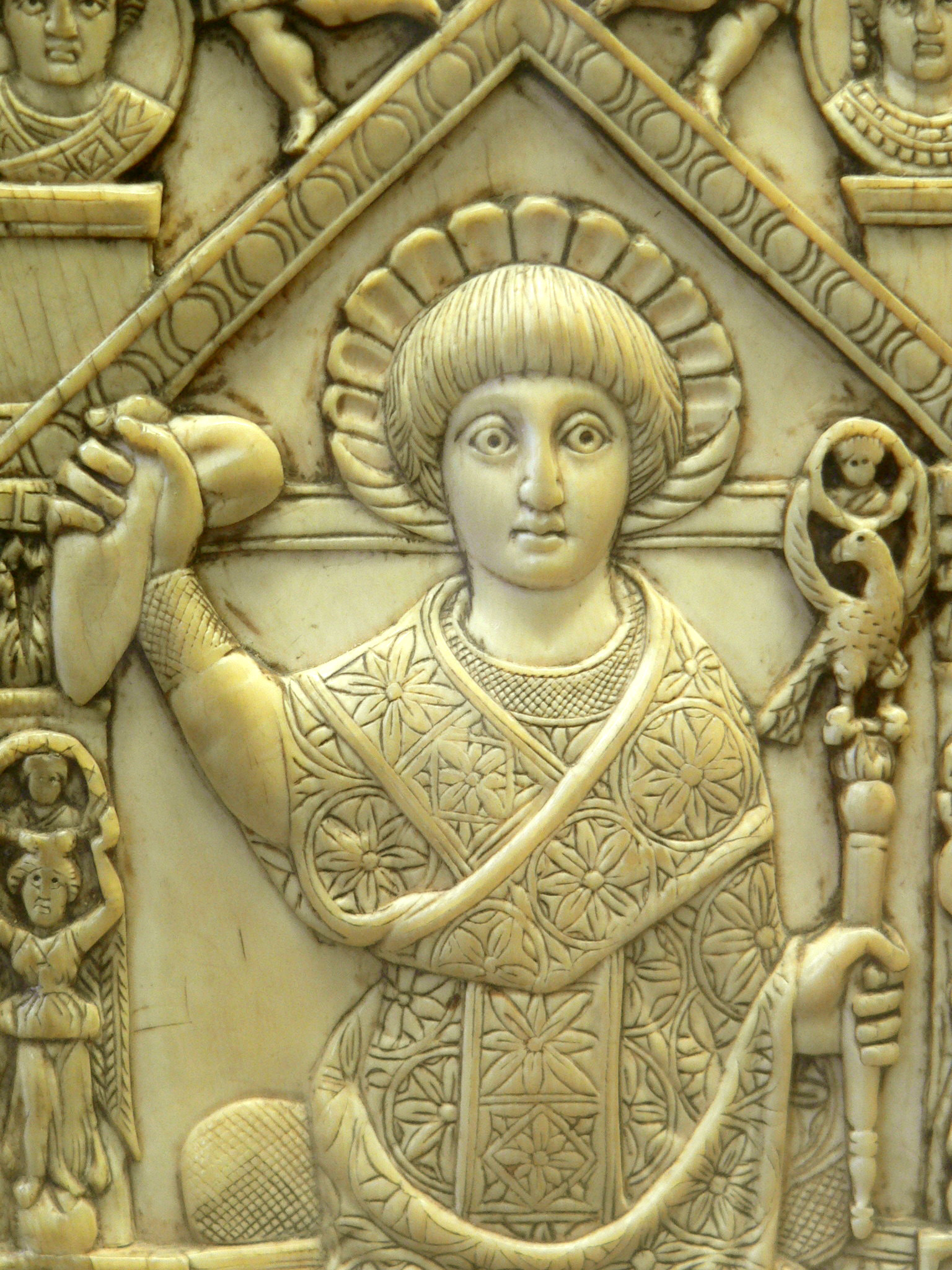
Un console romano che indossa la trabea triumphalis, 517 d.C.
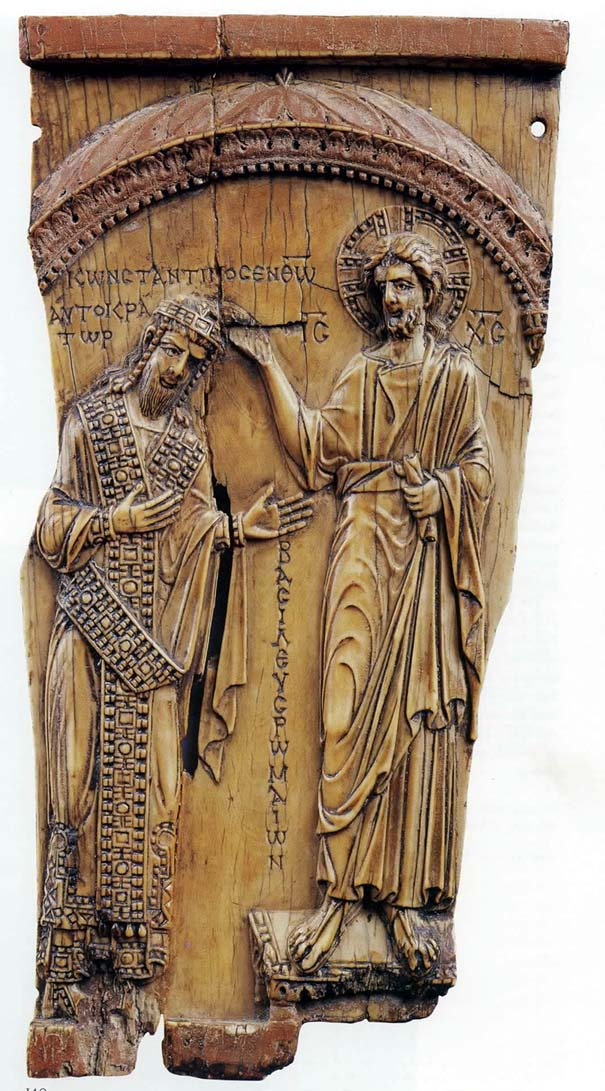
Costantino VII indossa il loros tradizionale, 945 d.C.
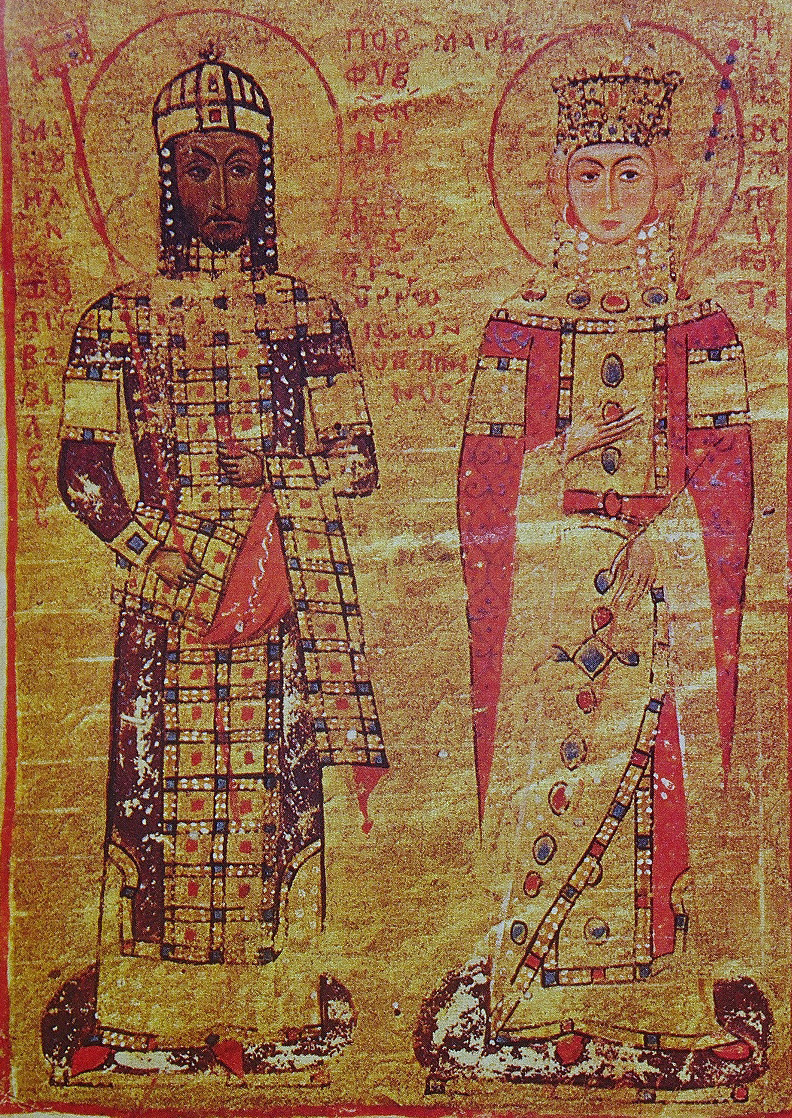
Manuele I Comneno veste il loros modificato, XII secolo.
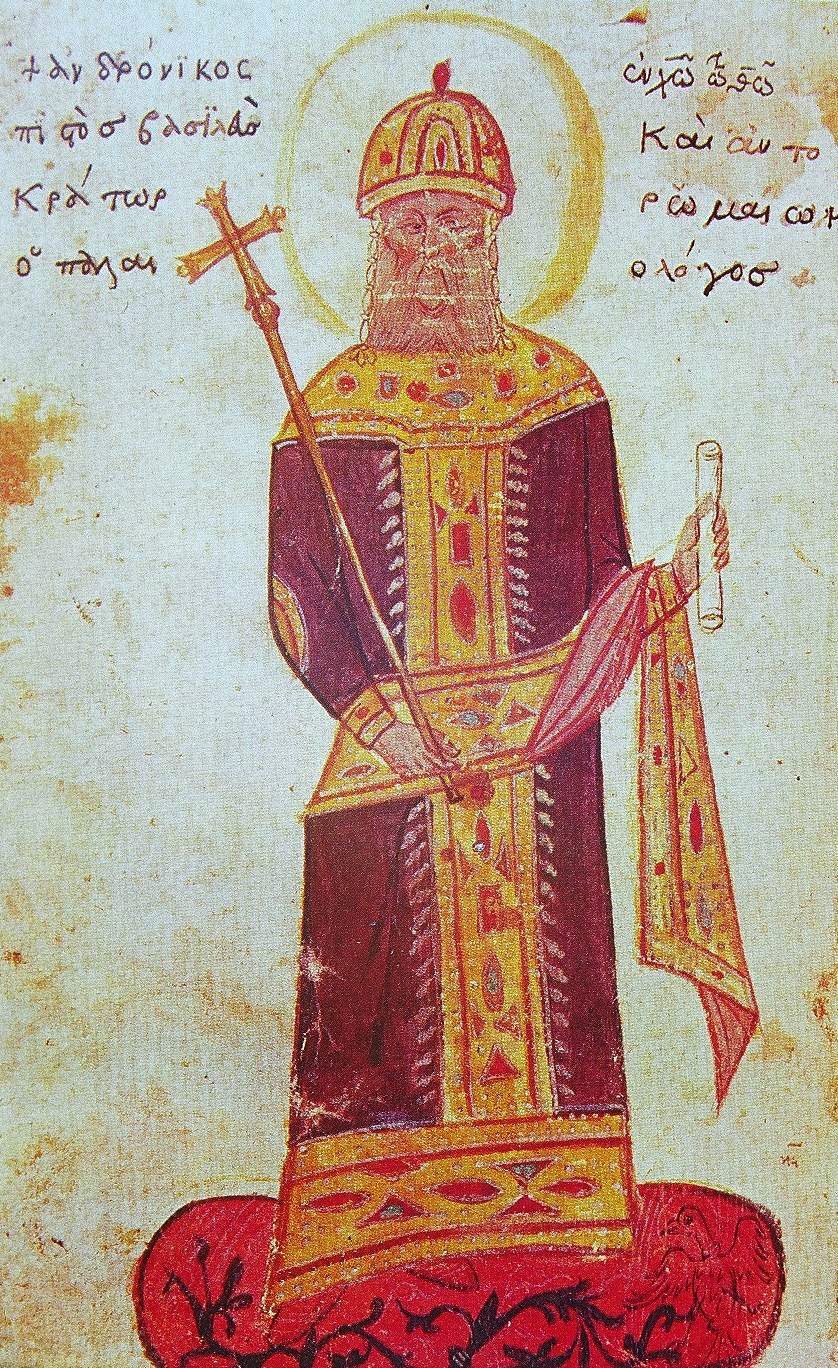
Andronico II Paleologo, r. 1272–1328
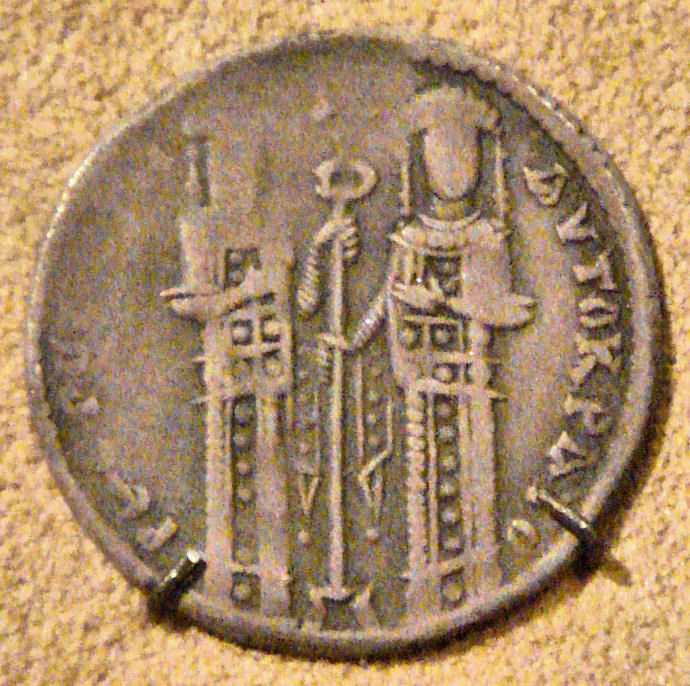
Rappresentazione schematica su una moneta: Andronico II Paleologo e Michele IX Paleologo
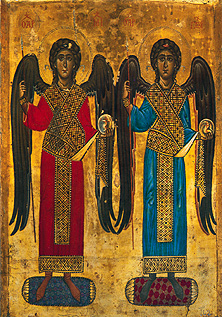
Gli Archangeli Michele e Gabriele, XII secolo, Monastero di Santa Caterina sul Monte Sinai
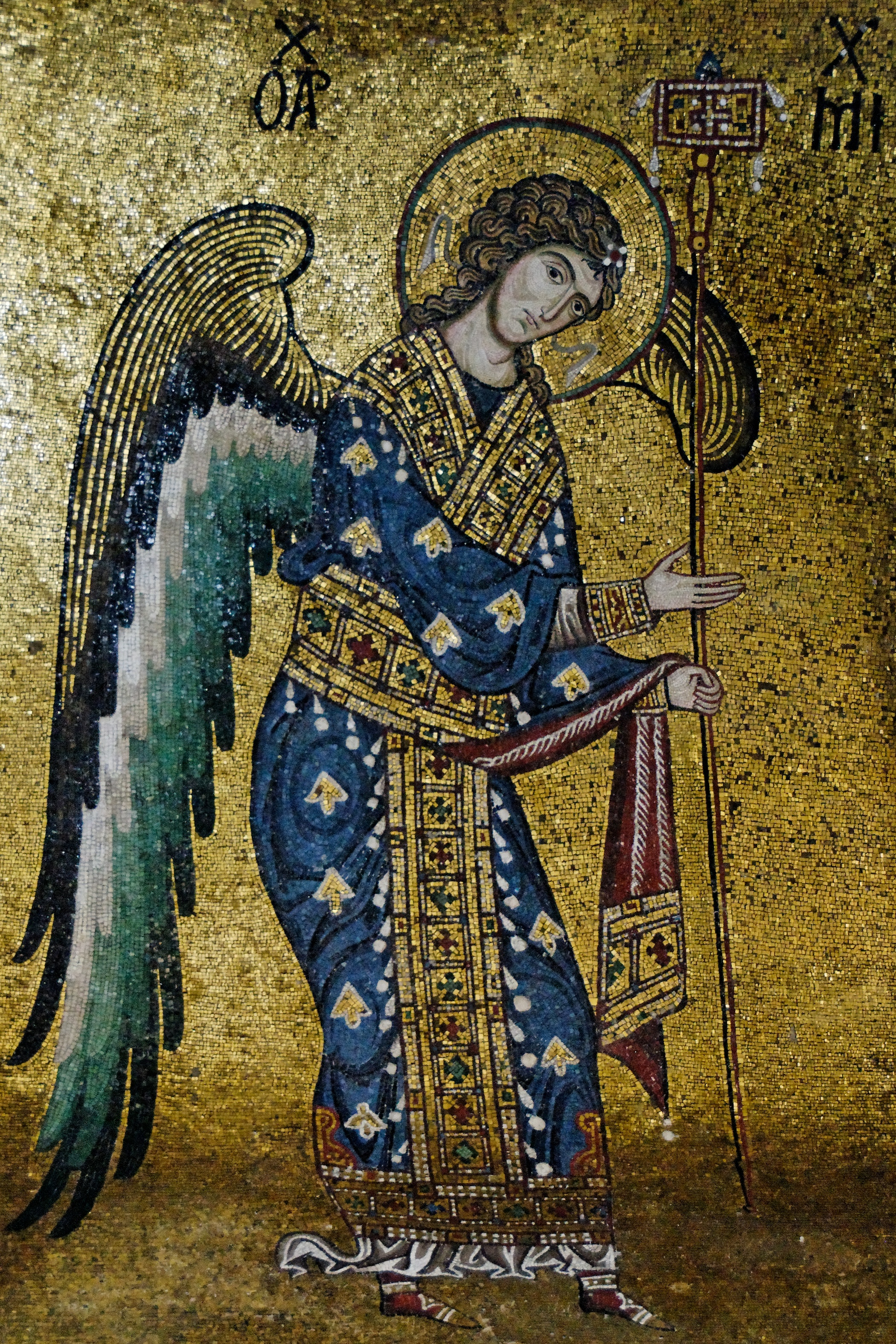
San Michele, Chiesa della Martorana, Palermo, XII secolo
Evangeliario dello Zar Ivan Alessandro, 1355-56, ritratto dello Zar bulgaro e della sua famiglia
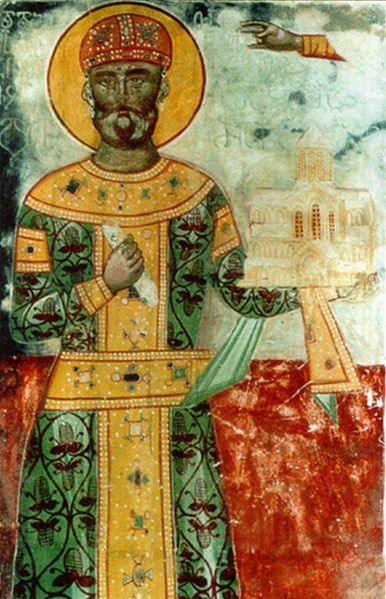
Un affresco del Re georgiano Davide IV (r. 1089-1125] dal  Monastero di Gelati.